# 尋笑人
《尋笑人》是韓國SBS的綜藝節目，節目名稱起源於尋找歡笑的人們，節目主軸由諧星分成幾個小節目進行表演，有時會邀請歌手或藝人一同融入節目表演，節目宗旨是希望帶給人們更多歡笑的綜藝節目。